# Liste des femmes chefs étoilées au guide Michelin en Belgique et au Luxembourg
Cet article présente la liste exhaustive des femmes chefs cuisinières dont la table est étoilée par le Guide Michelin en Belgique et au Luxembourg,.

## Femmes chefs étoilées en Belgique et au Luxembourg à la parution du guide rouge de 2020

### Chefs de restaurants une étoile

#### Belgique

##### Province de Hainaut
- Lydia Glacé (avec Bernard Glacé), Les Gourmands[3] (Blaregnies), depuis 2012
- Stéphanie Thunus, Au Gré du Vent[4] (Seneffe), depuis 2014

##### Province de Liège
- Arabelle Meirlaen, Arabelle Meirlaen[5] (Marchin), depuis 2014
- Ricarda Grommes, Quadras[6] (Saint-Vith), depuis 2017

#### Luxembourg

##### Esch-sur-Alzette
- Léa Linster, Léa Linster[7], (Frisange), depuis 1987

## Femmes chefs qui ont été étoilées en Belgique
- Isabelle Arpin - 1 étoile en 2016, seule femme chef étoilée à Bruxelles
- Karen Keygnaert - 1 étoile de 2012 à 2016, seule femme chef étoilée en Flandres, qui a volontairement rendu son étoile en 2017[8],[9].